# 17. keleti hosszúsági kör emlékmű
A 17. keleti hosszúsági kör emlékművet 1997-ben állíttatta Nagykanizsa önkormányzata a Huszti György téren, hogy mutassa: Nagykanizsa Magyarország egyetlen olyan városa, amelyen áthalad az országot átszelő fő hosszúsági kör.
Az emlékmű a Földet szimbolizálja annak hosszúsági és szélességi köreivel. A térképen megkeresték azokat a jelentősebb külföldi városokat, amelyeken a hosszúsági kör áthalad. Feltüntették őket az emlékművön, és értesítették a külföldi városok önkormányzatait.
2010-ben a Huszti teret körforgalmi csomóponttá építették át, emiatt a szobrot eredeti helyétől pár méterre, a körforgalom közepén állították fel újra.

## A kör által érintett városok
- Gävle (Svédország)
- Poznań (Lengyelország)
- Šumperk (Csehország)
- Malacka (Szlovákia)
- Hainburg an der Donau (Ausztria)
- Nagykanizsa  (Magyarország)
- Makarska (Horvátország)
- Bari (Olaszország)
- Windhoek (Namíbia)

## Állíttatta
- A Városvédő Egyesület
- Archana Kft.
- DKG East ZRt.
- Ryno Kft.